# Миллер, Алан
Алан Джон Миллер (англ. Alan John Miller; 29 марта 1970, Эппинг, Эссекс — 3 июня 2021) — английский футболист, играл на позиции вратаря.

## Биография

### Игровая карьера
Миллер в юном возрасте подписал контракт с лондонским «Арсеналом», но играл за молодёжную команду. В 1988 году присоединился к основной команде. Миллер проигрывал конкуренцию в старте основным вратарям «канониров» Джону Лукичу и Дэвиду Симэну. Из-за недостатка игровой практики был отдан в аренду в клуб Второго дивизиона «Плимут Аргайл», за который сыграл 13 матчей.
Затем Миллер играл на правах аренды за «Вест Бромвич Альбион» и «Бирмингем Сити». Дебютировал за «Арсенал» в Английской Премьер-лиге 20 ноября 1992 года в матче против «Лидс Юнайтед», выйдя на замену вместо травмированного Дэвида Симэна — «Лидс» выиграл ту игру со счётом 3:0. Первый полный матч за «канониров» в Премьер-лиге сыграл 3 мая 1993 года — матч с КПР завершился со счётом 0:0. Всего в дебютном сезоне за «Арсенал» сыграл 4 матча и стал обладателем Кубка Англии и Кубка Английской лиги, но на поле в этих турнирах не выходил. В следующем сезоне Миллер сыграл за «Арсенал» 4 игры в Премьер-лиге и выиграл Кубок обладателей кубков, но в финале был запасным.
В августе 1994 года был продан в «Мидлсбро»; сумма трансфера составила 325 000 фунтов стерлингов. В своём первом сезоне за «Боро» он стал основным вратарём и завоевал право на повышение в классе, выиграв Первый дивизион. В сентябре 1995 года получил травму и пропустил много времени, сыграв в том сезоне только 3 матча после восстановления.
В феврале 1997 года присоединился к клубу «Вест Бромвич Альбион» и играл сначала на правах аренды. Со временем он закрепился в основном составе «Вест Бромвича», став основным вратарём. В 1998 году он был удостоен награды Игрок года клуба «Вест Бромвич Альбион». Всего в составе «дроздов» играл в течение трёх сезонов, сыграв суммарно во всех турнирах 113 матчей.
Он также несколько матчей играл за «Блэкберн Роверс», «Бристоль Сити» и «Ковентри Сити». Частые травмы мешали его карьере и он вынужден был долго восстанавливаться после них. Завершил карьеру в клубе Шотландской премьер-лиги «Сент-Джонстон» по причине травмы спины.

### Смерть
Скоропостижно скончался 3 июня 2021 года в возрасте 51 года.

## Достижения
«Арсенал»
- Обладатель Кубка Англии (1) : 1992/93
- Обладатель Кубка Футбольной лиги (1) : 1992/93
- Обладатель Кубка обладателей кубков УЕФА (1) : 1994

«Мидлсбро»
- Чемпион Первого дивизиона (1) : 1994/1995

«Блэкберн Роверс»
- Обладатель Кубка Футбольной лиги (1) : 2001/02